# Cyclotron

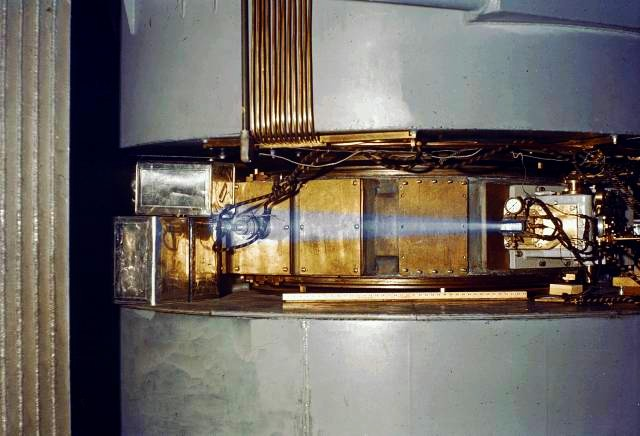
Máy cyclotron 60 in của Lawrence, k. 1939, cho thấy chùm ion được gia tốc (có thể là proton hoặc deuteron) thoát ra khỏi máy và làm ion hóa không khí xung quanh gây ra ánh sáng xanh lam.

Cyclotron là một loại máy gia tốc hạt do Ernest Lawrence phát minh vào năm 1929–1930 tại Đại học California, Berkeley, và được cấp bằng sáng chế vào năm 1932. Cyclotron gia tốc các hạt tích điện hướng ra ngoài từ tâm của một buồng chân không hình trụ phẳng dọc theo đường xoắn ốc. Các hạt được giữ theo quỹ đạo xoắn ốc bằng từ trường tĩnh và được gia tốc bằng điện trường thay đổi nhanh chóng. Lawrence đã được trao giải Nobel Vật lý năm 1939 cho phát minh này.
Cyclotron là máy gia tốc "theo chu kỳ" được phát minh đầu tiên trên thế giới. Các máy gia tốc chính trước khi phát triển cyclotron là các máy gia tốc hạt tĩnh điện, chẳng hạn như máy phát Cockcroft–Walton và máy phát Van de Graaff. Trong những máy gia tốc này, các hạt sẽ chỉ đi qua một điện trường đang gia tốc một lần. Do đó, năng lượng mà các hạt thu được bị giới hạn bởi điện thế cực đại có thể đạt được trên vùng gia tốc. Tiềm năng này lần lượt bị hạn chế bởi sự cố tĩnh điện lên đến vài triệu vôn. Ngược lại, trong một cyclotron, các hạt gặp vùng gia tốc nhiều lần bằng cách đi theo đường xoắn ốc, do đó năng lượng đầu ra có thể gấp nhiều lần năng lượng thu được trong một bước gia tốc.
Cyclotron là công nghệ máy gia tốc hạt mạnh nhất cho đến những năm 1950, khi chúng bị synchrotron vượt mặt. Tuy nhiên, chúng vẫn được sử dụng rộng rãi để tạo ra các chùm hạt cho y học hạt nhân và nghiên cứu cơ bản. Tính đến năm 2020, gần 1.500 cyclotron đã được sử dụng trên toàn thế giới để sản xuất hạt nhân phóng xạ cho y học hạt nhân. Ngoài ra, cyclotron có thể được sử dụng cho liệu pháp hạt, trong đó các chùm hạt được áp dụng trực tiếp cho bệnh nhân.

## Lịch sử

Cyclotron 4,5 in ban đầu của Lawrence.

Ách nam châm cho cyclotron 37 in trên khuôn viên của Hội trường Khoa học Lawrence, Berkeley, California.

Vàocuối năm 1928 và đầu năm 1929, nhà vật lý người Hungary Leó Szilárd đã nộp đơn xin cấp bằng sáng chế ở Đức (sau đó bị bỏ rơi) cho máy gia tốc hạt tuyến tính, cyclotron và betatron. Trong những ứng dụng này, Szilárd trở thành người đầu tiên thảo luận về điều kiện cộng hưởng (cái mà ngày nay được gọi là tần số cyclotron) cho một thiết bị gia tốc tròn. Vài tháng sau, vào đầu mùa hè năm 1929, Ernest Lawrence đã hình thành khái niệm cyclotron một cách độc lập sau khi đọc một bài báo của Rolf Widerøe mô tả một máy gia tốc ống trôi. Ông xuất bản một bài báo trên tạp chí Science năm 1930, và được cấp bằng sáng chế cho thiết bị vào năm 1932.
Để chế tạo thiết bị đầu tiên như vậy, Lawrence đã sử dụng các nam châm điện lớn được tái chế từ các bộ chuyển đổi hồ quang lỗi thời do Công ty Điện báo Liên bang cung cấp. Ông được hỗ trợ bởi một sinh viên tốt nghiệp, M. Stanley Livingston Máy cyclotron hoạt động đầu tiên của họ bắt đầu hoạt động vào tháng 1 năm 1931. Máy này có bán kính 4,5 inch (11 cm) và gia tốc các proton tới năng lượng lên tới 80 keV.
Tại Phòng thí nghiệm Bức xạ trong khuôn viên của Đại học California, Berkeley (nay là Phòng thí nghiệm Quốc gia Lawrence Berkeley), Lawrence và các cộng tác viên của ông đã tiếp tục chế tạo một loạt cyclotron là những máy gia tốc mạnh nhất trên thế giới vào thời điểm đó; máy 27 in (69 cm) 4,8 MeV (1932), máy 37 in (94 cm) 8 MeV (1937) và máy 60 in (152 cm) 16 MeV (1939). Lawrence nhận giải Nobel Vật lý năm 1939 cho việc phát minh và phát triển cyclotron cũng như các kết quả đạt được với nó.
Máy cyclotron châu Âu đầu tiên được chế tạo ở Liên Xô tại khoa vật lý của Viện Radium VG Khlopin ở Leningrad, do Vitaly Khlopin Vitaly Khlopin đứng đầu. Máy móc Leningrad này lần đầu tiên được đề xuất vào năm 1932 bởi George Gamow và Lev Mysovskii Lev Mysovskii và được lắp đặt và đi vào hoạt động vào năm 1937.
Hai cyclotron được chế tạo ở Đức Quốc xã. Cái đầu tiên được chế tạo vào năm 1937, trong phòng thí nghiệm của Otto Hahn tại Viện Kaiser Wilhelm ở Berlin, và cũng được Rudolf Fleischmann sử dụng. Đây là máy cyclotron đầu tiên có hệ số nhân Greinacher để tăng điện áp lên 2,8 MV và dòng điện 3 mA. Một cyclotron thứ hai được chế tạo ở Heidelberg dưới sự giám sát của Walther Bothe và Wolfgang Gentner, với sự hỗ trợ từ Heereswaffenamt, và bắt đầu hoạt động vào năm 1943.
Vào cuối những năm 1930, rõ ràng là có một giới hạn thực tế đối với năng lượng chùm tia có thể đạt được với thiết kế cyclotron truyền thống, do ảnh hưởng của thuyết tương đối đặc biệt. Khi các hạt đạt tốc độ tương đối tính, khối lượng hiệu dụng của chúng tăng lên, điều này làm cho tần số cộng hưởng của một từ trường nhất định thay đổi. Để giải quyết vấn đề này và đạt được năng lượng chùm tia cao hơn bằng cách sử dụng cyclotron, hai phương pháp chính đã được thực hiện, synchrocyclotron (giữ từ trường không đổi, nhưng giảm tần số gia tốc) và cyclotron đẳng thời (giữ tần số gia tốc không đổi, nhưng thay đổi từ trường).
Nhóm của Lawrence đã chế tạo một trong những synchrocyclotron đầu tiên vào năm 1946. Chiếc máy 184 in (4,7 m) này cuối cùng đã đạt được năng lượng chùm tối đa là 350 MeV đối với proton. Tuy nhiên, synchrocyclotron chịu cường độ chùm tia thấp (< 1 µA) và phải được vận hành ở chế độ "xung", làm giảm thêm tổng chùm tia khả dụng. Do đó, chúng nhanh chóng bị các cyclotron đẳng thời vượt mặt về mức độ phổ biến.
Cyclotron đẳng thời đầu tiên (không phải là các nguyên mẫu được phân loại) được chế tạo bởi F. Heyn và KT Khoe ở Delft, Hà Lan, vào năm 1956. Các cyclotron đẳng thời ban đầu bị giới hạn ở năng lượng ~50 MeV mỗi nucleon, nhưng khi chế tạo và thiết kế kỹ thuật dần dần được cải thiện, việc chế tạo các cyclotron "khu vực xoắn ốc" cho phép tăng tốc và điều khiển các chùm tia mạnh hơn. Những phát triển sau này bao gồm việc sử dụng các nam châm siêu dẫn mạnh hơn và tách các nam châm thành các khu vực riêng biệt, trái ngược với một nam châm lớn duy nhất.

## Cấu tạo

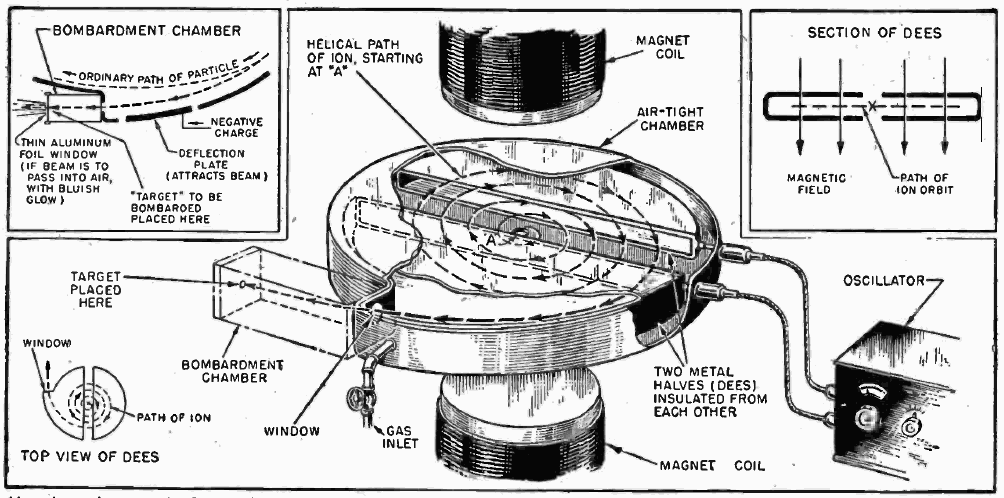
Sơ đồ của một cyclotron. Các mảnh cực của nam châm được hiển thị nhỏ hơn trong thực tế; chúng thực sự phải rộng ít nhất bằng các điện cực gia tốc ("dee") để tạo ra một trường đồng nhất.

## Nguyên lý hoạt động

Hình minh họa máy gia tốc tuyến tính, cho thấy khoảng cách ngày càng tăng giữa các khoảng trống.

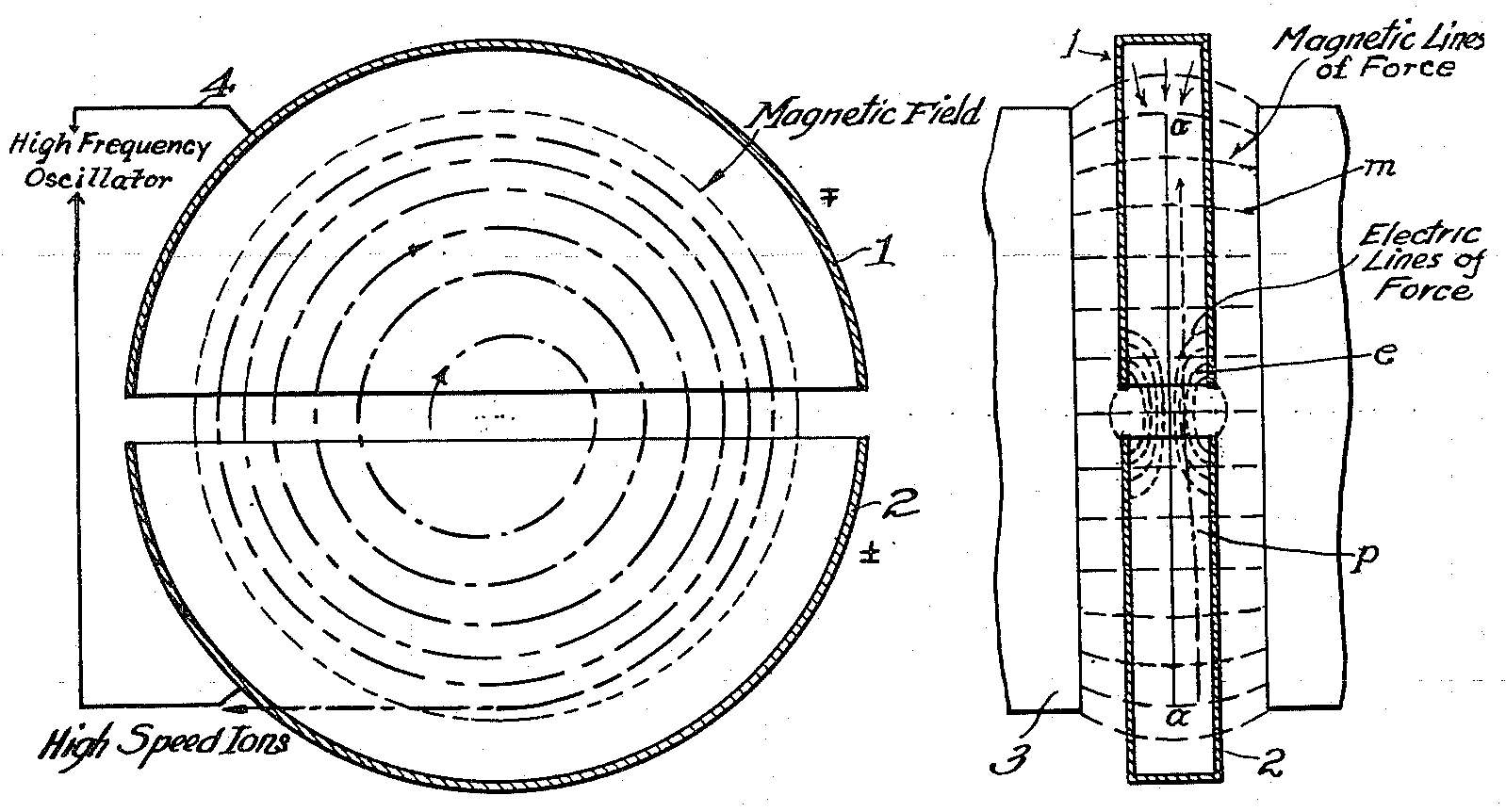
Sơ đồ hoạt động của cyclotron từ bằng sáng chế năm 1934 của Lawrence. Các điện cực hình chữ "D" (trái) được đặt trong một buồng chân không phẳng, được lắp đặt trong một khe hẹp giữa hai cực của một nam châm lớn (phải).

Trong máy gia tốc hạt, các hạt tích điện được gia tốc bằng cách đặt một điện trường qua một khe hở. Lực tác dụng lên hạt đi qua khe này được cho bởi định luật lực Lorentz:
{\displaystyle \mathbf {F} =q[\mathbf {E} +(\mathbf {v} \times \mathbf {B} )]}
trong đó: q là điện tích trên hạt, E là điện trường, v là vận tốc của hạt và B là mật độ từ thông. Không thể gia tốc các hạt chỉ bằng từ trường tĩnh, vì lực từ luôn tác dụng vuông góc với hướng chuyển động, và do đó chỉ có thể thay đổi hướng của hạt chứ không thể thay đổi tốc độ.
Trong thực tế, cường độ của một điện trường không thay đổi có thể đặt qua một khe hở bị giới hạn bởi nhu cầu tránh sự đánh thủng tĩnh điện.:21  Như vậy, các máy gia tốc hạt hiện đại sử dụng điện trường (tần số vô tuyến) xoay chiều để tăng tốc. Do trường xoay chiều ngang qua một khe hở chỉ cung cấp gia tốc theo hướng thuận trong một phần chu kỳ của nó, nên các hạt trong máy gia tốc RF di chuyển theo chùm, thay vì dòng liên tục. Trong máy gia tốc hạt tuyến tính, để một chùm "nhìn thấy" điện áp chuyển tiếp mỗi khi nó đi qua một khe hở, các khe hở phải được đặt ngày càng xa nhau, để bù cho tốc độ ngày càng tăng của hạt.
Ngược lại, một cyclotron sử dụng một từ trường để bẻ cong quỹ đạo của các hạt thành hình xoắn ốc, do đó cho phép sử dụng cùng một khoảng trống nhiều lần để tăng tốc một chùm đơn lẻ. Khi chùm xoắn ốc hướng ra ngoài, khoảng cách ngày càng tăng giữa các lần đi qua của khoảng trống được cân bằng chính xác với sự gia tăng tốc độ, do đó, mỗi lần một chùm sẽ đến được khoảng cách tại cùng một điểm trong chu kỳ RF.
Tần số mà một hạt sẽ quay quanh trong một từ trường vuông góc được gọi là tần số cyclotron, và trong trường hợp phi tương đối tính, chỉ phụ thuộc vào điện tích và khối lượng của hạt, và cường độ của từ trường:
{\displaystyle f={\frac {qB}{2\pi m}}}
trong đó: f là tần số (tuyến tính), q là điện tích của hạt, B là độ lớn của từ trường vuông góc với mặt phẳng mà hạt đang chuyển động và m là khối lượng của hạt. Tính chất mà tần số không phụ thuộc vào vận tốc của hạt là thứ cho phép sử dụng một khe hở duy nhất, cố định để gia tốc một hạt chuyển động theo hình xoắn ốc.

### Nguyên lý cyclotron
Giả sử lúc đầu ta có một hạt mang điện tích dương xuất phát từ một điểm rất gần với tâm máy cyclotron và đi vào một hộp. Người ta phải điều chỉnh nguồn điện để cho lúc đó cái hộp ấy tích điện âm, còn hộp còn lại tích điện dương. Lúc này lực Lorentz xuất hiện và làm cho hạt chuyển động theo nửa đường tròn trong hộp có điện tích âm. Khi hộp vừa đến cạnh thẳng của cái hộp đó thì nguồn đổi chiều, tức là hộp này mang điện tích âm bây giờ thì mang điện tích dương và ngược lại. Vì vậy, khi đi vào khoảng hẹp giữa hai cạnh thẳng của chúng, điện trường sẽ tăng tốc cho hạt. Và tiếp theo, nó lại di chuyển sang hộp kia vừa mang điện tích âm và lực Lorentz lại làm nhiệm vụ như trên. Nhưng thay vì như cũ, bán kính của nửa đường tròn quỹ đạo lúc này lớn hơn trước. Cần biết một điều rằng, vận tốc của hạt càng lớn thì bán kính quỹ đạo càng lớn. Tuy vậy,thời gian chuyển động của hạt mang điện mà ta đang xét tới thì lại không phụ thuộc vào quỹ đạo. Thế nên, người ta điều chỉnh sao cho chu kỳ thay đổi cực của nguồn điện bằng 2 lần thời gian chuyển đông trên mỗi nửa đường tròn của hạt mang điện. Thế là quỹ đạo của hạt trong mỗi hộp có bán kính tăng dần, những khi hạt đi vào khoảng hẹp thì điện trường ở đó thay đổi chiều (như đã nói ở trên), làm cho hạt được tăng tốc. Vì hạt được tăng tốc nhiều lần nên dần dần nó thu được vận tốc lớn.
Tuy có hữu ích như vậy, nhưng máy cyclotron có một nhược điểm mà hầu như máy gia tốc nào cũng mắc phải, đó là khi vận tốc của hạt rất lớn, do hiệu ứng tương đối tính, hạt có khối lượng thay đổi. Khi đó chu kỳ quay sẽ không cùng pha với hiệu điện thế của nguồn điện. Vì vậy, máy cyclotron chỉ có thể tăng tốc cho hạt tới một giới hạn nhất định nào đó.

### Năng lượng hạt
Mỗi khi một hạt đi qua khe gia tốc trong cyclotron, nó được cung cấp một lực gia tốc bởi điện trường ngang qua khe, và năng lượng tổng thu được của hạt có thể được tính bằng cách nhân mức tăng trên mỗi lần đi qua với số lần hạt đi qua khe đó. khoảng cách.
Tuy nhiên, với số vòng quay thường cao, việc ước tính năng lượng thường đơn giản hơn bằng cách kết hợp phương trình tính tần số trong chuyển động tròn:
{\displaystyle f={\frac {v}{2\pi r}}}
với phương trình tần số cyclotron để tính:
{\displaystyle v={\frac {qBr}{m}}}
Do đó, động năng của các hạt có tốc độ v được tính bởi công thức:
{\displaystyle E={\frac {1}{2}}mv^{2}={\frac {q^{2}B^{2}r^{2}}{2m}}}
trong đó: r là bán kính tại đó năng lượng được xác định. Do đó, giới hạn về năng lượng chùm tia có thể được tạo ra bởi một cyclotron nhất định phụ thuộc vào bán kính cực đại mà từ trường và các cấu trúc gia tốc có thể đạt tới, và vào cường độ cực đại của từ trường có thể đạt được.

#### Hệ số K
Trong phép tính gần đúng phi tương đối tính, động năng cực đại trên mỗi khối lượng nguyên tử của một cyclotron đã cho được tính bởi:
{\displaystyle {\frac {T}{A}}={\frac {(eBr_{\max })^{2}}{2m_{a}}}\left({\frac {Q}{A}}\right)^{2}=K\left({\frac {Q}{A}}\right)^{2}}
trong đó: {\displaystyle e} là điện tích cơ bản, {\displaystyle B} là sức mạnh của nam châm, {\displaystyle r_{\max }} là bán kính tối đa của chùm tia, {\displaystyle m_{a}} là một đơn vị khối lượng nguyên tử, {\displaystyle Q} là điện tích của các hạt chùm tia, và {\displaystyle A} là khối lượng nguyên tử của các hạt chùm tia. Giá trị của K được tính theo công thức:
{\displaystyle K={\frac {(eBr_{\max })^{2}}{2m_{a}}}}
Giá trị này được gọi là "hệ số K" và được sử dụng để mô tả năng lượng chùm tia cực đại của cyclotron. Nó đại diện cho năng lượng cực đại theo lý thuyết của các proton (với Q và A bằng 1) được gia tốc trong một cỗ máy nhất định.

### Quỹ đạo hạt

Quỹ đạo theo sau bởi một hạt trong cyclotron xấp xỉ với đường xoắn ốc Fermat.

Trong khi quỹ đạo theo sau bởi một hạt trong cyclotron thường được gọi là "xoắn ốc", nó được mô tả chính xác hơn là một loạt các cung có bán kính không đổi. Tốc độ hạt, và do đó bán kính quỹ đạo, chỉ tăng ở những khoảng trống gia tốc. Rời xa các vùng đó, hạt sẽ quay quanh (theo một xấp xỉ đầu tiên) ở một bán kính cố định.
Tuy nhiên, một hình xoắn ốc đơn giản có thể là một xấp xỉ hữu ích. Coi hạt nhận được năng lượng ΔE trong mỗi vòng quay thì năng lượng của nó sau n vòng quay sẽ là:
{\displaystyle E(n)=n\Delta E}
Kết hợp nó với phương trình động năng của một hạt trong cyclotron cho công thức:
{\displaystyle r(n)={{\sqrt {2m\Delta E}} \over qB}{\sqrt {n}}}
Đây là phương trình của một đường xoắn ốc Fermat.

### Ổn định và lấy nét
Khi một chùm hạt di chuyển xung quanh một cyclotron, hai hiệu ứng có xu hướng làm cho các hạt của nó lan rộng ra. Đầu tiên chỉ đơn giản là các hạt được bơm vào từ nguồn ion có một số vị trí và vận tốc ban đầu. Sự lan truyền này có xu hướng được khuếch đại theo thời gian, làm cho các hạt di chuyển ra khỏi tâm chùm. Thứ hai là lực đẩy lẫn nhau của các hạt chùm tia do điện tích của chúng. Giữ cho các hạt hội tụ để tăng tốc đòi hỏi phải giới hạn các hạt trong mặt phẳng gia tốc (tiêu điểm trong mặt phẳng hoặc "dọc"), ngăn không cho chúng di chuyển vào trong hoặc ra ngoài khỏi quỹ đạo chính xác của chúng ("ngang" lấy nét) và giữ cho chúng được đồng bộ hóa với chu kỳ trường RF đang tăng tốc (lấy nét theo chiều dọc).

#### Ổn định ngang và lấy nét
Lấy nét trong mặt phẳng hoặc "dọc" thường đạt được bằng cách thay đổi từ trường xung quanh quỹ đạo, tức là với góc phương vị. Do đó, một cyclotron sử dụng phương pháp hội tụ này được gọi là cyclotron trường thay đổi theo phương vị (AVF). Sự thay đổi cường độ trường được cung cấp bằng cách định hình lõi thép của nam châm thành các cung. Giải pháp hội tụ chùm hạt này được đề xuất bởi L. H. Thomas vào năm 1938 và hầu như tất cả các cyclotron hiện đại đều sử dụng các trường thay đổi theo phương vị.
Việc lấy nét "ngang" xảy ra như một kết quả tự nhiên của chuyển động cyclotron. Vì đối với các hạt giống hệt nhau chuyển động vuông góc với một từ trường không đổi, bán kính cong quỹ đạo chỉ là một hàm của tốc độ của chúng, nên tất cả các hạt có cùng tốc độ sẽ chuyển động theo quỹ đạo tròn có cùng bán kính và hạt có quỹ đạo hơi sai sẽ đơn giản chuyển động trong một vòng tròn với một tâm hơi lệch. So với một hạt có quỹ đạo ở tâm, một hạt như vậy dường như trải qua một dao động ngang so với hạt ở tâm. Dao động này ổn định đối với các hạt có độ lệch nhỏ so với năng lượng tham chiếu.

#### Ổn định theo chiều dọc
Mức độ đồng bộ tức thời giữa hạt và trường RF được biểu thị bằng độ lệch pha giữa trường RF và hạt. Ở chế độ điều hòa thứ nhất (tức là các hạt thực hiện một vòng quay trên mỗi chu kỳ RF), đó là sự khác biệt giữa pha tức thời của trường RF và phương vị tức thời của hạt. Gia tốc nhanh nhất đạt được khi độ lệch pha bằng 90° (modulo 360°).:ch.2.1.3  Đồng bộ hóa kém, tức là độ lệch pha xa giá trị này, dẫn đến hạt bị gia tốc chậm hoặc thậm chí bị giảm tốc (nằm ngoài phạm vi 0–180°).
Vì thời gian để một hạt hoàn thành một quỹ đạo chỉ phụ thuộc vào loại hạt, từ trường (có thể thay đổi theo bán kính) và hệ số Lorentz (xem § Cân nhắc tượng đối tính), cyclotron không có cơ chế hội tụ theo chiều dọc để giữ cho các hạt đồng bộ vào trường RF. Độ lệch pha mà hạt có tại thời điểm nó được đưa vào cyclotron, được bảo toàn trong suốt quá trình gia tốc, nhưng các sai số do sự khớp không hoàn hảo giữa tần số trường RF và tần số cyclotron ở một bán kính nhất định tích tụ trên đỉnh của nó.:ch.2.1.3 Việc hạt không được tiêm lệch pha trong khoảng ±20° so với giá trị tối ưu có thể làm cho khả năng tăng tốc của nó quá chậm và thời gian lưu lại trong cyclotron quá lâu. Kết quả là, trong nửa chặng đường của quá trình, độ lệch pha vượt ra ngoài phạm vi 0–180°, gia tốc chuyển thành giảm tốc và hạt không đạt được năng lượng mục tiêu. Việc nhóm các hạt thành các chùm được đồng bộ hóa chính xác trước khi tiêm chúng vào cyclotron, do đó làm tăng đáng kể hiệu quả tiêm.:ch.7

### Cân nhắc tương đối tính
Trong phép tính gần đúng phi tương đối tính, tần số cyclotron không phụ thuộc vào tốc độ của hạt hoặc bán kính quỹ đạo của hạt. Khi chùm tia xoắn ốc ra bên ngoài, tần số quay không đổi và chùm tia tiếp tục tăng tốc khi nó di chuyển một khoảng cách lớn hơn trong cùng một khoảng thời gian. Trái ngược với sự gần đúng này, khi các hạt tiến gần đến tốc độ ánh sáng, tần số cyclotron giảm do sự thay đổi khối lượng tương đối tính. Sự thay đổi này tỷ lệ với hệ số Lorentz của hạt.:6–9
Khối lượng tương đối tính có thể được viết là:
{\displaystyle m={\frac {m_{0}}{\sqrt {1-\left({\frac {v}{c}}\right)^{2}}}}={\frac {m_{0}}{\sqrt {1-\beta ^{2}}}}=\gamma {m_{0}},}
Trong đó:
- {\displaystyle m_{0}} là khối lượng nghỉ của hạt.
- {\displaystyle \beta ={\frac {v}{c}}} là vận tốc tương đối.
- {\displaystyle \gamma ={\frac {1}{\sqrt {1-\beta ^{2}}}}={\frac {1}{\sqrt {1-\left({\frac {v}{c}}\right)^{2}}}}} là hệ số Lorentz.[29]:6–9

Thay thế điều này vào các phương trình cho tần số cyclotron và tần số góc sẽ cho:
{\displaystyle {\begin{aligned}f&={\frac {qB}{2\pi \gamma m_{0}}}\\[6pt]\omega &={\frac {qB}{\gamma m_{0}}}\end{aligned}}}
Khi đó bán kính con quay của một hạt chuyển động trong từ trường tĩnh được cho bởi::6–9
{\displaystyle r={\frac {\gamma \beta m_{0}c}{qB}}={\frac {\gamma m_{0}v}{qB}}={\frac {m_{0}}{qB{\sqrt {v^{-2}-c^{-2}}}}}}
Biểu thị tốc độ trong phương trình này theo tần số và bán kính:
{\displaystyle v=2\pi fr}
mang lại kết nối giữa cường độ từ trường, tần số và bán kính:
{\displaystyle \left({\frac {1}{2\pi f}}\right)^{2}=\left({\frac {m_{0}}{qB}}\right)^{2}+\left({\frac {r}{c}}\right)^{2}}

### Phương pháp tiếp cận cyclotron tương đối tính
|                       | Thuyết tương đối | Trường gia tốc            | Trường gia tốc             | Cường độ từ trường uốn | Cường độ từ trường uốn | Sự thay đổi bán kính quỹ đạo |
| Nguồn gốc             | Thuyết tương đối | Tần suất so với thời gian | So với thời gian           | So với bán kính        |                        | Sự thay đổi bán kính quỹ đạo |
| --------------------- | ---------------- | ------------------------- | -------------------------- | ---------------------- | ---------------------- | ---------------------------- |
| Cyclotron             |                  |                           |                            |                        |                        |                              |
| Cyclotron cổ điển     | Không            | Tĩnh điện                 | Không thay đổi             | Không thay đổi         | Không thay đổi         | Lớn                          |
| Cyclotron đẳng thời   | Có               | Tĩnh điện                 | Không thay đổi             | Không thay đổi         | Tăng dần               | Lớn                          |
| Cyclotron đồng bộ     | Có               | Tĩnh điện                 | Giảm dần                   | Không thay đổi         | Không thay đổi         | Lớn                          |
| Máy gia tốc tròn khác |                  |                           |                            |                        |                        |                              |
| FFA                   | Có               | Tĩnh điện                 | DD                         | Không thay đổi         | DD                     | Nhỏ                          |
| Synchrotron           | Có               | Tĩnh điện                 | Tăng dần, giới hạn hữu hạn | Tăng dần               | N/A                    | Không có                     |
| Betatron              | Có               | Hướng dẫn                 | Tăng dần, giới hạn hữu hạn | Tăng dần               | N/A                    | Không có                     |

#### Cyclotron đồng bộ
Từ {\displaystyle \gamma } tăng khi hạt đạt vận tốc tương đối tính, gia tốc của hạt tương đối tính đòi hỏi phải điều chỉnh cyclotron để đảm bảo hạt vượt qua khoảng cách tại cùng một điểm trong mỗi chu kỳ RF. Nếu tần số của điện trường gia tốc thay đổi trong khi từ trường được giữ không đổi, thì điều này dẫn đến synchrocyclotron.
Trong loại cyclotron này, tần số gia tốc thay đổi theo hàm của bán kính quỹ đạo hạt sao cho:
{\displaystyle f(r)={\frac {1}{2\pi {\sqrt {\left({\frac {m_{0}}{qB}}\right)^{2}+\left({\frac {r}{c}}\right)^{2}}}}}}
Sự giảm tần số gia tốc được điều chỉnh để phù hợp với sự gia tăng gamma đối với một từ trường không đổi.

#### Cyclotron đẳng thời

Trong các cyclotron đẳng thời, cường độ từ trường B là hàm của bán kính r có dạng giống như hệ số Lorentz γ hàm của tốc độ v.

Thay vào đó, nếu từ trường thay đổi theo bán kính trong khi tần số của trường gia tốc được giữ không đổi, thì điều này dẫn đến cyclotron đẳng thời.
{\displaystyle B(r)={\frac {m_{0}}{q{\sqrt {\left({\frac {1}{2\pi f}}\right)^{2}-\left({\frac {r}{c}}\right)^{2}}}}}}
Việc giữ tần số không đổi cho phép các cyclotron đẳng thời hoạt động ở chế độ liên tục, khiến chúng có khả năng tạo ra dòng điện chùm lớn hơn nhiều so với synchrocyclotron. Mặt khác, vì sự khớp chính xác của tần số quỹ đạo với tần số trường gia tốc là trách nhiệm của sự biến đổi từ trường theo bán kính, nên sự biến thiên phải được điều chỉnh chính xác.

#### Máy gia tốc gradient xen kẽ trường cố định (FFA)
Một cách tiếp cận kết hợp từ trường tĩnh (như trong synchrocyclotron) và hội tụ gradient xen kẽ (như trong synchrotron) là máy gia tốc gradient xen kẽ trường cố định (FFA). Trong một cyclotron đẳng thời, từ trường được định hình bằng cách sử dụng các cực nam châm bằng thép được gia công chính xác. Biến thể này mang lại hiệu ứng tập trung khi các hạt đi qua các cạnh của các cực. Trong FFA, các nam châm riêng biệt có hướng xen kẽ được sử dụng để tập trung chùm tia bằng cách sử dụng nguyên tắc tập trung mạnh. Trường của nam châm hội tụ và uốn cong trong FFA không thay đổi theo thời gian, do đó buồng chùm tia vẫn phải đủ rộng để chứa bán kính chùm tia thay đổi trong trường của nam châm hội tụ khi chùm tia tăng tốc.

## Phân loại

### Các loại cyclotron
Có một số loại cyclotron cơ bản:

Cyclotron cổ điển
Cyclotron sớm nhất và đơn giản nhất. Các cyclotron cổ điển có từ trường đều và tần số gia tốc không đổi. Chúng bị giới hạn ở vận tốc hạt phi tương đối tính (năng lượng đầu ra nhỏ so với năng lượng nghỉ của hạt ) và không có tiêu điểm chủ động để giữ cho chùm tia thẳng hàng trong mặt phẳng gia tốc.
Cyclotron đồng bộ
synchrocyclotron mở rộng năng lượng của cyclotron sang chế độ tương đối tính bằng cách giảm tần số của trường gia tốc khi quỹ đạo của các hạt tăng lên để giữ cho nó đồng bộ với tần số quay của hạt. Bởi vì điều này yêu cầu hoạt động xung, tổng dòng tia tích hợp thấp so với cyclotron cổ điển. Xét về năng lượng chùm tia, đây là những máy gia tốc mạnh nhất trong những năm 1950, trước khi phát triển synchrotron.
Cyclotron đẳng thời (isocyclotron)
Những cyclotron này mở rộng năng lượng đầu ra sang chế độ tương đối tính bằng cách thay đổi từ trường để bù cho sự thay đổi tần số cyclotron khi các hạt đạt tốc độ tương đối tính. Họ sử dụng các miếng cực nam châm có hình dạng đặc biệt để tạo ra từ trường không đồng nhất mạnh hơn ở các vùng ngoại vi. Hầu hết các cyclotron hiện đại đều thuộc loại này. Các mảnh cực cũng có thể được định hình để tạo ra chùm tia giữ các hạt hội tụ trong mặt phẳng gia tốc là quỹ đạo. Điều này được gọi là "lấy nét theo khu vực" hoặc "lấy nét theo trường thay đổi theo phương vị" và sử dụng nguyên tắc lấy nét theo độ dốc xen kẽ.
 Cyclotron khu vực riêng biệt
 Cyclotron khu vực riêng biệt là máy trong đó nam châm nằm trong các phần riêng biệt, được ngăn cách bởi các khoảng trống không có trường.
 Cyclotron siêu dẫn
 "Siêu dẫn" trong bối cảnh cyclotron đề cập đến loại nam châm được sử dụng để bẻ cong quỹ đạo của hạt thành hình xoắn ốc. Nam châm siêu dẫn có thể tạo ra từ trường cao hơn đáng kể trong cùng một diện tích so với nam châm dẫn thông thường, cho phép tạo ra những cỗ máy mạnh mẽ và nhỏ gọn hơn. Cyclotron siêu dẫn đầu tiên là K500 tại Đại học Bang Michigan, được đưa vào hoạt động năm 1981.

### Các loại chùm tia
Các hạt cho chùm cyclotron được tạo ra trong các nguồn ion thuộc nhiều loại khác nhau.

Chùm proton
Loại chùm cyclotron đơn giản nhất, chùm proton thường được tạo ra bằng cách ion hóa khí hydro.
Chùm H−
Việc tăng tốc các ion hydro âm giúp đơn giản hóa việc trích xuất chùm tia khỏi máy. Ở bán kính tương ứng với năng lượng chùm tia mong muốn, một lá kim loại được sử dụng để tách các electron khỏi các ion H− và biến chúng thành các ion H+ có tích điện dương. Sự thay đổi về cực tính làm cho chùm tia bị lệch hướng ngược lại bởi từ trường, cho phép chùm tia được vận chuyển ra khỏi máy.
Chùm ion nặng
Các chùm hạt nặng hơn hydro được gọi là chùm ion nặng và có thể bao gồm từ hạt nhân deuteri (một proton và một neutron) cho đến hạt nhân urani. Sự gia tăng năng lượng cần thiết để gia tốc các hạt nặng hơn được cân bằng bằng cách lấy thêm electron ra khỏi nguyên tử để tăng điện tích của các hạt, do đó làm tăng hiệu quả gia tốc.

### Các loại mục tiêu
Để sử dụng chùm cyclotron, nó phải được hướng tới mục tiêu.

Mục tiêu bên trong
Cách đơn giản nhất để tấn công mục tiêu bằng chùm cyclotron là đưa nó trực tiếp vào đường đi của chùm tia trong cyclotron. Các mục tiêu bên trong có nhược điểm là chúng phải đủ nhỏ gọn để vừa với buồng chùm tia cyclotron, khiến chúng không thực tế đối với nhiều mục đích sử dụng trong y tế và nghiên cứu.
Mục tiêu bên ngoài
Mặc dù việc trích xuất chùm tia từ cyclotron để chiếu vào mục tiêu bên ngoài phức tạp hơn so với sử dụng mục tiêu bên trong, nhưng nó cho phép kiểm soát tốt hơn vị trí và tiêu điểm của chùm tia, đồng thời linh hoạt hơn nhiều đối với các loại mục tiêu mà chùm tia có thể chiếu tới.

## Cách sử dụng

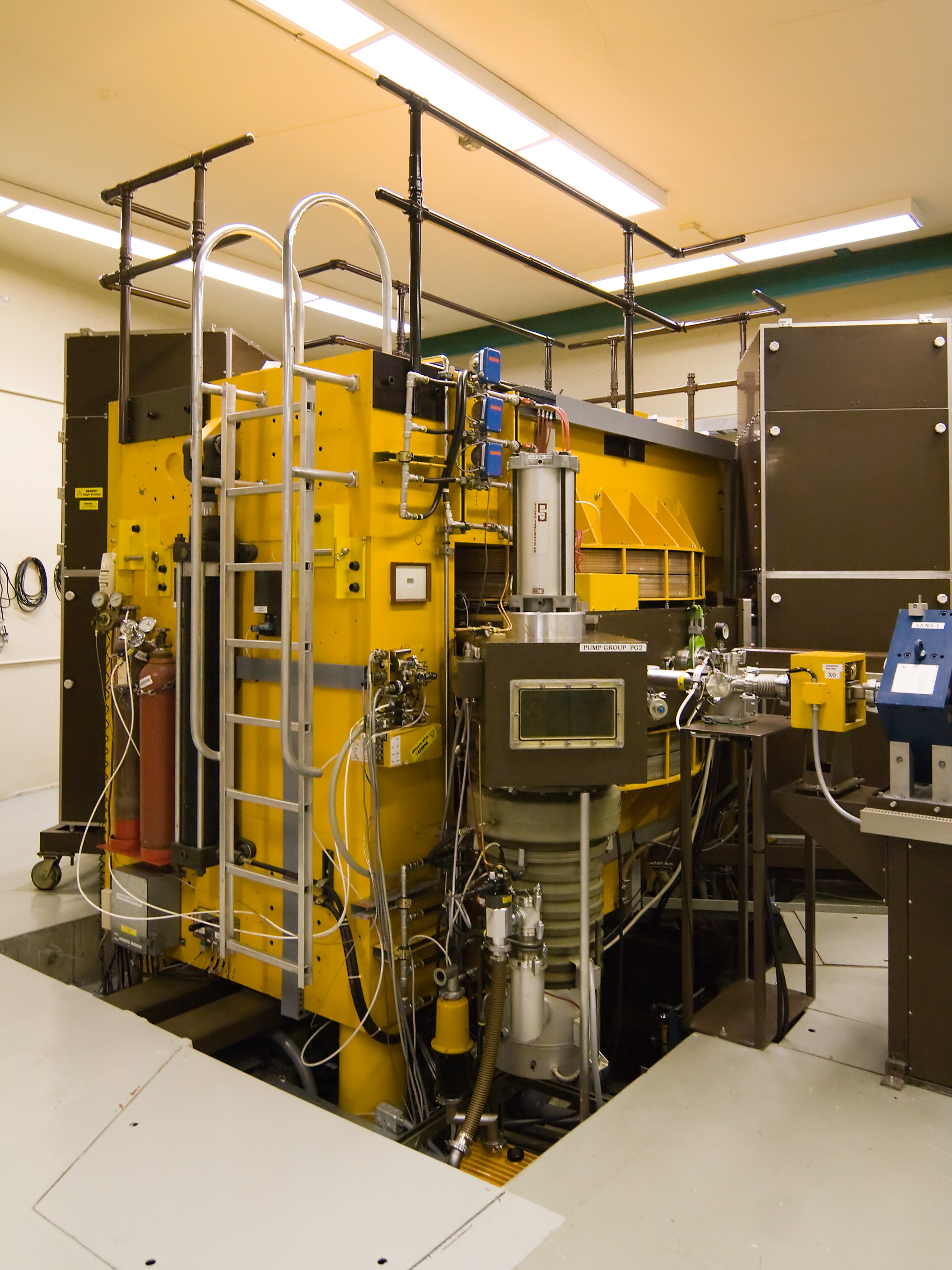
Một cyclotron hiện đại được sử dụng cho trị liệu bức xạ. Nam châm được sơn màu vàng.

### Nghiên cứu cơ bản
Trong nhiều thập kỷ, cyclotron là nguồn cung cấp chùm năng lượng cao tốt nhất cho các thí nghiệm vật lý hạt nhân. Với sự ra đời của synchrotron hội tụ mạnh, cyclotron được thay thế thành máy gia tốc có khả năng tạo ra năng lượng cao nhất. Tuy nhiên, do tính nhỏ gọn của chúng, và do đó chi phí thấp hơn so với synchrotron năng lượng cao, cyclotron vẫn được sử dụng để tạo ra chùm tia cho nghiên cứu mà mục tiêu chính là không đạt được mức năng lượng tối đa có thể. Các thí nghiệm vật lý hạt nhân dựa trên cyclotron được sử dụng để đo các tính chất cơ bản của đồng vị (đặc biệt là đồng vị phóng xạ tồn tại trong thời gian ngắn) bao gồm chu kỳ bán rã, khối lượng, tiết diện tương tác và sơ đồ phân rã.

### Sử dụng y tế

#### Sản xuất đồng vị phóng xạ
Các chùm cyclotron có thể được sử dụng để bắn phá các nguyên tử khác để tạo ra các đồng vị có thời gian sống ngắn với nhiều ứng dụng y tế, bao gồm chụp ảnh y tế và trị liệu bức xạ. Các đồng vị phát positron và gamma, chẳng hạn như fluor-18, carbon-11 và techneti-99m được sử dụng cho chụp ảnh PET và SPECT. Trong khi các đồng vị phóng xạ do cyclotron sản xuất được sử dụng rộng rãi cho mục đích chẩn đoán, thì việc sử dụng điều trị phần lớn vẫn đang được phát triển. Các đồng vị được đề xuất bao gồm astatin-211, paladi-103, rheni-186 và brom-77.

#### Liệu pháp chùm tia
Gợi ý đầu tiên rằng các proton năng lượng có thể là một phương pháp điều trị hiệu quả được Robert R. Wilson đưa ra trong một bài báo xuất bản năm 1946 khi ông tham gia thiết kế Phòng thí nghiệm Cyclotron Harvard.
Chùm từ cyclotron có thể được sử dụng trong liệu pháp hạt để điều trị ung thư. Các chùm ion từ cyclotron có thể được sử dụng, như trong liệu pháp proton, để thâm nhập vào cơ thể và tiêu diệt các khối u do tổn thương bức xạ, đồng thời giảm thiểu tổn thương cho các mô khỏe mạnh trên đường đi của chúng.
Tính đến năm 2020, có khoảng 80 cơ sở trên toàn thế giới dành cho trị liệu bức xạ sử dụng chùm proton và ion nặng, bao gồm hỗn hợp cyclotron và synchrotron. Cyclotron chủ yếu được sử dụng cho các chùm proton, trong khi synchrotron được sử dụng để tạo ra các ion nặng hơn.

## Ưu điểm và hạn chế

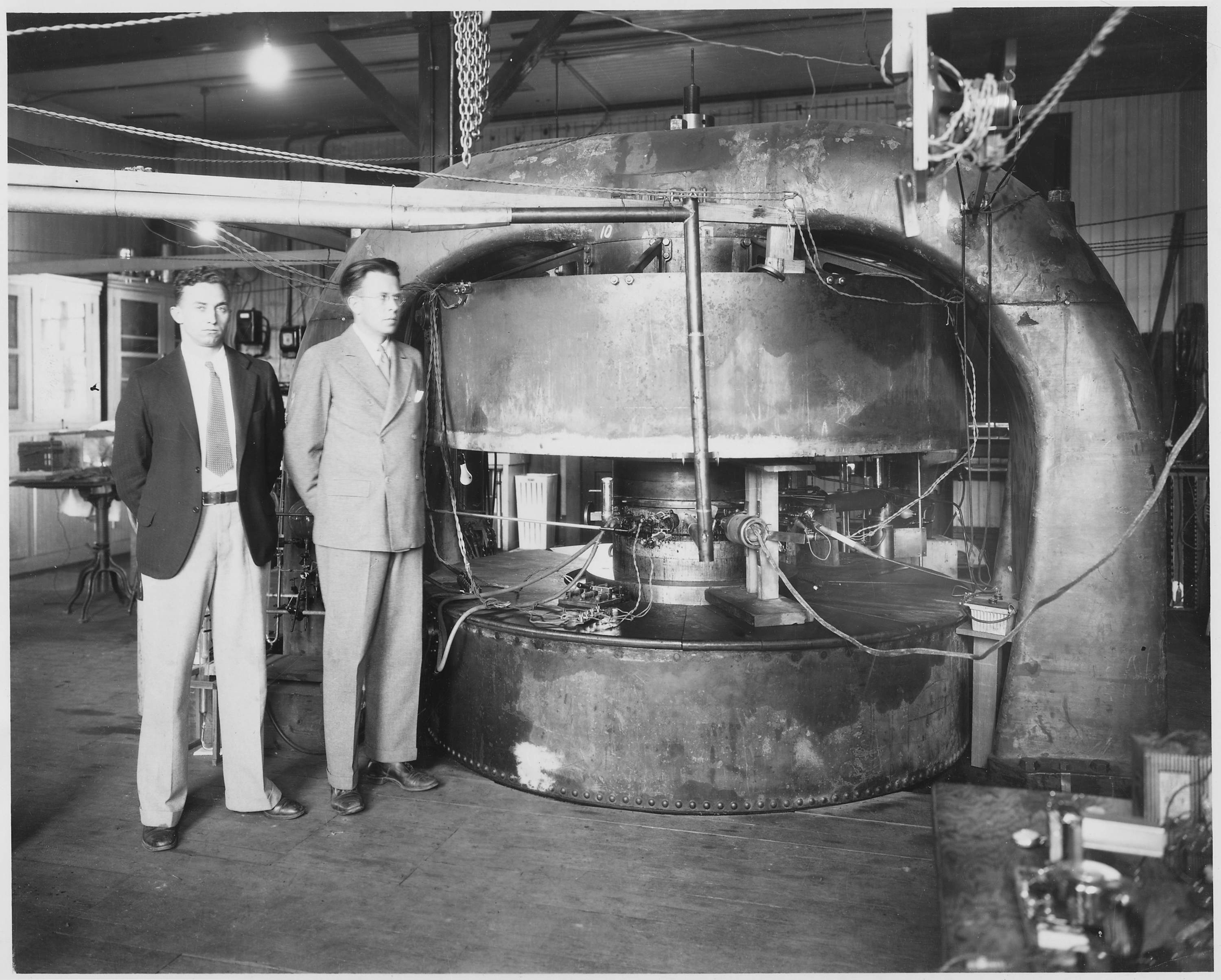
M. Stanley Livingston và Ernest O. Lawrence (phải) trước máy cyclotron 27 in của Lawrence tại Phòng thí nghiệm Bức xạ Lawrence. Khung kim loại uốn cong là lõi của nam châm, các hộp hình trụ lớn chứa các cuộn dây tạo ra từ trường. Buồng chân không chứa các điện cực "dee" nằm ở trung tâm giữa các cực của nam châm.

Ưu điểm rõ ràng nhất của máy cyclotron so với máy gia tốc tuyến tính là do khoảng cách gia tốc giống nhau được sử dụng nhiều lần nên nó tiết kiệm không gian hơn và tiết kiệm chi phí hơn; các hạt có thể được đưa đến năng lượng cao hơn trong không gian ít hơn và với ít thiết bị hơn. Sự nhỏ gọn của cyclotron cũng làm giảm các chi phí khác, chẳng hạn như nền móng, che chắn bức xạ và tòa nhà bao quanh. Cyclotron có một trình điều khiển điện duy nhất, giúp tiết kiệm cả chi phí thiết bị và điện năng. Hơn nữa, cyclotron có thể tạo ra chùm hạt liên tục vào mục tiêu, do đó công suất trung bình truyền từ chùm hạt vào mục tiêu tương đối cao so với chùm xung của synchrotron.
Tuy nhiên, như đã thảo luận ở trên, phương pháp gia tốc tần số không đổi chỉ có thể thực hiện được khi các hạt được gia tốc xấp xỉ tuân theo các định luật chuyển động của Newton. Nếu các hạt trở nên đủ nhanh để các hiệu ứng tương đối tính trở nên quan trọng, thì chùm tia sẽ lệch pha với điện trường dao động và không thể nhận thêm bất kỳ gia tốc nào. Do đó, cyclotron cổ điển (trường và tần số không đổi) chỉ có khả năng gia tốc các hạt lên tới vài phần trăm tốc độ ánh sáng. Đồng bộ, đẳng thời và các loại cyclotron khác có thể khắc phục hạn chế này, với sự đánh đổi về độ phức tạp và chi phí tăng lên.
Một hạn chế nữa của cyclotron là do hiệu ứng điện tích không gian – lực đẩy lẫn nhau của các hạt trong chùm tia. Khi lượng hạt (dòng chùm) trong chùm cyclotron tăng lên, tác động của lực tĩnh điện ngày càng mạnh cho đến khi chúng phá vỡ quỹ đạo của các hạt lân cận. Điều này đặt ra một giới hạn chức năng đối với cường độ chùm tia, hoặc số lượng hạt có thể được gia tốc cùng một lúc, khác với năng lượng của chúng.

## Ví dụ đáng chú ý
| Tên                                  | Quốc gia | Năm  | Năng lượng | Chùm tia                   | Đường kính        | Đang sử dụng? | Bình luận                                                    | Tham khảo     |
| ------------------------------------ | -------- | ---- | ---------- | -------------------------- | ----------------- | ------------- | ------------------------------------------------------------ | ------------- |
| Lawrence 4.5-inch Cyclotron          | Hoa Kỳ   | 1931 | 80 keV     | Proton                     | 4,5 inch (0,11 m) | Không         | Cyclotron đầu tiên hoạt động                                 | [ 19 ]        |
| Lawrence 184-inch Cyclotron          | Hoa Kỳ   | 1946 | 380 MeV    | Hạt alpha, deuteri, proton | 184 inch (4,7 m)  | Không         | Synchrocyclotron đầu tiên                                    | [ 27 ]        |
| TU Delft Isochronous Cyclotron       | Hà Lan   | 1958 | 12 MeV     | Proton                     | 0,36 m            | Không         | Cyclotron đẳng thời đầu tiên                                 | [ 28 ]        |
| PSI Ring Cyclotron                   | Thụy Sỹ  | 1974 | 590 MeV    | Proton                     | 15 m              | Có            | Công suất chùm tia cao nhất so với bất kỳ cyclotron nào khác | [ 55 ]        |
| TRIUMF 520 MeV                       | Canada   | 1976 | 520 MeV    | H−                         | 56 foot (17 m)    | Có            | Cyclotron dẫn điện thông thường lớn nhất                     | [ 56 ]        |
| Michigan State University K500       | Hoa Kỳ   | 1982 | 500 MeV/u  | Ion nặng                   | 52 inch (1,3 m)   | Có            | Cyclotron siêu dẫn đầu tiên                                  | [ 57 ] [ 58 ] |
| RIKEN Superconducting Ring Cyclotron | Nhật Bản | 2006 | 400 MeV/u  | Ion nặng                   | 18,4 m            | Có            | Giá trị K là 2600, cao nhất từng đạt được                    | [ 59 ]        |

## Công nghệ liên quan
Chuyển động xoắn ốc của các electron trong một buồng chân không hình trụ trong một từ trường ngang cũng được sử dụng trong máy phát cao tần (magnetron, một thiết bị tạo ra sóng vô tuyến tần số cao (vi ba). Trong máy phát cao tần, các electron bị từ trường uốn cong thành một đường tròn và chuyển động của chúng được sử dụng để kích thích các khoang cộng hưởng, tạo ra bức xạ điện từ.
Một betatron sử dụng sự thay đổi trong từ trường để tăng tốc các electron theo đường tròn. Mặc dù từ trường tĩnh không thể tạo ra gia tốc, vì lực luôn tác dụng vuông góc với hướng chuyển động của hạt, nhưng trường thay đổi có thể được sử dụng để tạo ra lực điện động theo cách tương tự như trong máy biến áp. Betatron được phát triển vào năm 1940, mặc dù ý tưởng này về cơ bản đã được đề xuất sớm hơn.
Máy synchrotron là một loại máy gia tốc hạt khác sử dụng nam châm để uốn các hạt thành một quỹ đạo tròn. Không giống như trong cyclotron, đường đi của hạt trong synchrotron có bán kính cố định. Các hạt trong synchrotron vượt qua các trạm gia tốc với tần suất tăng dần khi chúng nhanh hơn. Để bù đắp cho sự gia tăng tần số này, cả tần số của điện trường gia tốc được áp dụng và từ trường phải được tăng lên song song, dẫn đến phần "đồng bộ" của tên gọi.

## Trong tiểu thuyết
Bộ Chiến tranh Hoa Kỳ đã nổi tiếng yêu cầu rút các nhật báo về truyện tranh Siêu nhân vào tháng 4 năm 1945 vì đã để Siêu nhân bị bắn phá bằng bức xạ từ một cyclotron.
Trong bộ phim Biệt đội săn ma năm 1984, một cyclotron thu nhỏ tạo thành một phần của gói proton được sử dụng để bắt ma.

### Cơ sở vật chất hiện tại
- Cyclotron 88-Inch tại Phòng thí nghiệm Quốc gia Lawrence Berkeley.
- Máy gia tốc Proton PSI – cyclotron có chùm tia cao nhất hiện nay trên thế giới.
- Trung tâm khoa học dựa trên máy gia tốc RIKEN Nishina Lưu trữ ngày 12 tháng 11 năm 2017 tại Wayback Machine – Ngôi nhà của cyclotron năng lượng cao nhất trên thế giới.
- Rutgers Cyclotron – Các sinh viên tại Đại học Rutgers đã chế tạo một cyclotron 30 cm (12 in) 1 MeV như một dự án cấp đại học, hiện được sử dụng cho khóa học phòng thí nghiệm sau đại học và cao học.
- TRIUMF Lưu trữ ngày 1 tháng 6 năm 2023 tại Wayback Machine – cyclotron đơn nam châm lớn nhất thế giới.

### Lịch sử cyclotron
- Cyclotron của Ernest Lawrence Lịch sử phát triển cyclotron tại Phòng thí nghiệm Bức xạ Berkeley, nay là Phòng thí nghiệm Quốc gia Lawrence Berkeley
- Phòng thí nghiệm Cyclotron siêu dẫn quốc gia của Đại học Bang Michigan – Ngôi nhà của các cyclotron siêu dẫn K500 và K1200 được ghép nối; K500, máy cyclotron siêu dẫn đầu tiên, và K1200, trước đây là máy mạnh nhất thế giới.